# Chibbat Cijjon
Chibbat Cijjon (hebr. חיבת ציון) – moszaw położony w samorządzie regionu Emek Chefer, w Dystrykcie Centralnym, w Izraelu.
Leży na równinie Szaron w otoczeniu miasta Hadera, moszawów Ge’ule Teman, Michmoret, Cherew Le’et i Chogla oraz kibuców Giwat Chajjim (Ichud) i Giwat Chajjim (Me’uchad).

## Historia
Moszaw został założony w 1933 roku przez członków żydowskiej organizacji syjonistycznej Rolniczy Majątek Rosyjskiego Centrum Syjonistycznego. Założycielami byli imigranci z Europy. Został nazwany na cześć organizacji Chowewe Cijjon zwanej także Chibbat Cijjon.

## Kultura i sport
W moszawie znajduje się ośrodek kultury oraz boisko do piłki nożnej.

## Gospodarka
Gospodarka moszawu opiera się na intensywnym rolnictwie i sadownictwie. Znajduje się tutaj największa w Izraelu plantacja organiczna flaszowca.
W moszawie powstało pierwsze w Izraelu krematorium do kremacji zwłok przed pochówkiem. Podczas protestów w sierpniu 2007 roku zostało ono spalone przez ortodoksów.

## Komunikacja
Wzdłuż południowej granicy moszawu przebiega droga nr 581, którą jadąc na zachód dojeżdża się do drogi ekspresowej nr 4 (Erez-Kefar Rosz ha-Nikra) i moszawu Ge’ule Teman, lub jadąc na wschód dojeżdża się do kibuców Giwat Chajjim (Ichud) i Giwat Chajjim (Me’uchad). Droga nr 581 graniczy z położonym na południu moszawem Kefar ha-Ro’e. Lokalna droga prowadzi na północ do moszawu Cherew Le’et, a ze wschodniej części moszawu wychodzi droga nr 5812, która prowadzi na północ do miasteczka Eljachin.